# Juhan Viiding
Juhan Viiding (ur. 1 czerwca 1948 w Tallinnie, zm. 21 lutego 1995 w Rapli) – estoński poeta i aktor. 
Był najmłodszym, czwartym dzieckiem Lindy i Paula Viidingów. Jego ojciec był również poetą należącym do grupy Arbujad. Juhan Viiding studiował w Konserwatorium w Tallinnie (obecnie Estońska Akademia Muzyki i Teatru (Eesti Muusika- ja Teatriakadeemia). Jako zawodowy aktor występował w Estońskim Teatrze Dramatycznym. Zagrał między innymi tytułowe role w Hamlecie i sztuce Peer Gynt.
Od 1971 roku publikował wiersze jako Jüri Üdi. Nie był to tylko pseudonim, ale alter ego poety. Antologia wierszy wydana w 1978 roku nisi tytuł Byłem Jüri Üdi (Mina olin Jüri Üdi) i zawiera część zatytułowaną Wiersze Juhana Viidinga. Wiersze sygnowane własnym nazwiskiem miały bardziej osobisty charakter. W 1985 otrzymał Nagrodę Juhana Liivi.
W 1995 roku popełnił samobójstwo. 
Jego córka Elo Viiding (ur. 1974) również jest poetką.  

## Wybrana twórczość
- Närvitrükk (1971)
- Aastalaat (1971)
- Detsember (1971)
- Käekäik (1973)
- Selges eesti keeles (1974)
- Armastuskirjad (1975)
- Mina olin Jüri Üdi (1978)
- Elulootus (1980)
- Tänan ja palun (1983)
- Osa (1991)

## Źródła
- Biogram w Estonian Literature Center